# M-84AS
Der M-84AS ist ein serbischer Kampfpanzer, der im Jahr 2004 der Öffentlichkeit vorgestellt wurde. Der Panzer stellt eine Weiterentwicklung des jugoslawischen M-84 dar. Die ursprüngliche Bezeichnung des Produzenten Yugoimport SDPR lautete M-84AB1, später wurde der Panzer in „M-2001“ umbenannt. Die aktuelle Bezeichnung lautet „M-84AS“.

## Entwicklung
Beim M-84AS handelt es sich um eine Kampfwertsteigerung des jugoslawischen Kampfpanzers M-84. Er wurde zusammen mit Russland entwickelt. Als Basis diente das T-72M1M-Programm, das russische Programm für die Kampfwertsteigerung der T-72-Baureihe. Es wurde unter anderem eine neue Feuerleitanlage, eine neue Panzerung aus Stahl, Titan und Aluminium und eine Kontakt-5-Reaktivpanzerung eingebaut. Es besteht auch die Möglichkeit, Panzerabwehrlenkwaffen 9K119 Refleks zu verschießen. Als Neuerungen sind ebenfalls das moderne Agava-2-Wärmebildsystem und das aktive Lenkwaffen-Abwehrsystem Schtora installiert.
Der M-84AS ist beinahe identisch mit dem russischen Kampfpanzer T-90S. Er ist schneller und besser manövrierbar, der T-90S ist dagegen besser gepanzert. Im Juni 2020 wurde die modernisierte Version M-84AS1 vorgestellt. Dabei wurde neben einer besseren Reaktivpanzerung ebenso eine Rundumwärmebildkamera sowie eine fernbedienbare Waffenstation mit einem 12,7-mm-Maschinengewehr installiert.

## Mögliche Nutzer
- Serbien: M-84 sollten ab 2010 auf M-84AS aufgerüstet werden.

## Technische Daten
- Spezifischer Bodendruck: 0,88 kg/cm²
- Abwehrmaßnahmen:
  - IR- und Laserstörsystem „Schtora-1“
  - Reaktivpanzerung Kontakt-5
- Motoren:
  - Dieselmotor W-46-TK (1.000 PS (735 kW)) oder Turbodieselmotor W-46-TK1 (1.200 PS (883 kW))
- angegebene Höchstgeschwindigkeit: 65 km/h (W-46-TK), 72 km/h (W-46-TK1)
- Panzerung:
  - 700–730 mm RHA gegen Wuchtgeschosse (APFSDS)
  - 1100–1300 mm RHA gegen Hohlladungsgranaten (HEAT)
  - (vgl. M-84 besitzt ca. 450 mm gegen APFSDS und 600 mm gegen HEAT, T-90S ca. 850–880 mm gegen APFSDS und 1100–1300 mm gegen HEAT)
- Bewaffnung:
  - Hauptwaffe: 125-mm-Glattrohrkanone 2A46M (36 Schuss, inkl. 22 im Ladeautomaten)
  - koaxiales Maschinengewehr: M86 (7,62 mm, 1750 Schuss)
  - Flugabwehrmaschinengewehr: M87 (12,7 mm, 300 Schuss)
  - Munition: 36 Schuss 125 mm, 3000 Schuss 7,62 mm, 300 Schuss 12,7 mm
  - Rakete: 5 bis 6 × 9M119M Refleks (AT-11 Sniper)
- Besatzung: 3 Mann (Kommandant, Fahrer und Richtschütze)